# For interne et externe
 (mai 2025).
La mise en forme du texte ne suit pas les recommandations de Wikipédia : il faut le « wikifier ».
Les points d'amélioration suivants sont les cas les plus fréquents. Le détail des points à revoir est peut-être précisé sur la page de discussion.
- Les titres sont pré-formatés par le logiciel. Ils ne sont ni en capitales, ni en gras.
- Le texte ne doit pas être écrit en capitales (les noms de famille non plus), ni en gras, ni en italique, ni en « petit »…
- Le gras n'est utilisé que pour surligner le titre de l'article dans l'introduction, une seule fois.
- L'italique est rarement utilisé : mots en langue étrangère, titres d'œuvres, noms de bateaux, etc.
- Les citations ne sont pas en italique mais en corps de texte normal. Elles sont entourées par des guillemets français : « et ».
- Les listes à puces sont à éviter, des paragraphes rédigés étant largement préférés. Les tableaux sont à réserver à la présentation de données structurées (résultats, etc.).
- Les appels de note de bas de page (petits chiffres en exposant, introduits par l'outil «  Source ») sont à placer entre la fin de phrase et le point final[comme ça].
- Les liens internes (vers d'autres articles de Wikipédia) sont à choisir avec parcimonie. Créez des liens vers des articles approfondissant le sujet. Les termes génériques sans rapport avec le sujet sont à éviter, ainsi que les répétitions de liens vers un même terme.
- Les liens externes sont à placer uniquement dans une section « Liens externes », à la fin de l'article. Ces liens sont à choisir avec parcimonie suivant les règles définies. Si un lien sert de source à l'article, son insertion dans le texte est à faire par les notes de bas de page.
- La présentation des références doit suivre les conventions bibliographiques. Il est recommandé d'utiliser les modèles {{Ouvrage}}, {{Chapitre}}, {{Article}}, {{Lien web}} et/ou {{Bibliographie}}. Le mode d'édition visuel peut mettre en forme automatiquement les références.
- Insérer une infobox (cadre d'informations à droite) n'est pas obligatoire pour parachever la mise en page.

Pour une aide détaillée, merci de consulter Aide:Wikification.
Si vous pensez que ces points ont été résolus, vous pouvez retirer ce bandeau et améliorer la mise en forme d'un autre article.
 (mai 2025).
Pour les articles homonymes, voir For.
En droit canonique, il est fait distinction entre le for interne (ou intérieur), correspondant au jugement d'un acte par rapport à sa conscience personnelle, et le for externe (ou extérieur), correspondant au jugement d'un acte par rapport à des critères objectifs externes.
Une confession relève du for interne. Elle est librement donnée, et les pénitences associées sont librement acceptées. Inversement, un jugement en droit canonique ne peut traiter que du for externe : il se limite à juger des actes ou des paroles objectifs, et a contrario peut imposer des sanctions.
C'est la Pénitencerie apostolique qui est chargée, entre autres, des cas de for interne problématiques.
En mars 2019, le pape François rappelle qu'il ne faut pas mélanger le for interne et le for externe. Il s'adresse particulièrement aux communautés et vise à respecter la liberté de conscience.
La séparation des deux fors conduit à ce qu'un religieux ne doit pas se confesser à son supérieur.
En droit pénal, la distinction entre for externe et interne permet d'éviter la prise en compte de délits d'opinions, pour ne sanctionner que des délits correspondant à des actions effectives.

## Fondements du concept

### Étymologie
Les expressions latines in foro interno et in foro externo trouvent leur origine dans le mot latin forum, qui désignait à l’époque romaine la place publique où se tenaient les débats politiques et les jugements. Par extension, forum a pris le sens de « tribunal » ou de « lieu du jugement », d’abord dans le contexte civil, puis dans les sphères religieuses et morales. C’est dans ce cadre que sont apparues les notions de for, au singulier, puis de for interne et for externe. Le for est devenu un concept central pour désigner deux sphères différentes dans lesquelles se pose un jugement : soit intérieur, au sein de la conscience, soit extérieur, dans le cadre des normes sociales. 

### Distinction entre for interne et for externe
Avant de se pencher sur les implications pratiques du droit ecclésial, il est essentiel de clarifier la distinction entre for interne et externe. Celle-ci repose sur la différence entre la conscience intérieure de la personne et ses actes extérieurs visibles. En effet, le for interne correspond à ce qui relève du secret de la conscience, de la vie spirituelle personnelle, le for du secret et le for externe, à l’inverse, englobe les actes visibles et les paroles publiques d’une personne : tout ce qui peut être observé, évalué, et qui engage sa responsabilité sociale ou ecclésiale. La distinction entre les deux fors commencera à s’affirmer plus nettement à partir du XVIIe siècle, notamment pour protéger la liberté de conscience face à l’autorité institutionnelle.

### Dimension historique
Il existe une différence entre le droit romain et le droit canonique et cela n'implique cependant pas qu'il y ait une contradiction entre les deux corpora iuris du ius commune : ils sont complémentaires l'un de l'autre, cependant que chacun poursuit la fin qui lui est propre. Cette complémentarité repose sur une conception partagée du droit comme instrument de justice, mais orientée selon des finalités distinctes. Le premier, orienter vers la préservation de l’ordre civil, corrige les actes extérieurs au for judiciaire (for externe), tandis que le droit canonique, tourné vers le Salut, rectifie les actes intérieurs relevant du for de la conscience (for interne). Là où le droit romain vise à réguler la coexistence sociale et à garantir la paix publique, le droit canonique cherche à guider l'âme vers une vie conforme à l'Evangile. Dès lors, leur désaccord sur la prescription de mauvaise foi était inévitable. Toutefois, bien que le droit canonique conserve d’abord le for interne, il s’applique au for judiciaire, où la prescription de mauvaise foi est admise par le droit romain.L’Église insiste sur la protection du for interne, notamment en raison de la liberté de conscience. Le Code de droit canonique affirme au canon 220 :« Il n’est permis à personne (…) de violer le droit de quiconque à préserver son intimité ».Le pape François lui-même a fermement rappelé que les deux fors ne doivent pas être confondus, en particulier dans le cadre de la confession, soulignant que les décisions pratiques dans l’Église doivent toujours se fonder sur le for externe, et non sur ce qui a été confié dans le secret du for interne, d’où la pratique traditionnelle en vigueur dans l’Église.  
Historiquement, le droit romain et le droit canonique ont cohabité sans contradiction fondamentale, bien qu’ils poursuivent des finalités distinctes au sein du ius commune. Le droit romain, centré sur le maintien de l’ordre civil, intervient dans la sphère des actes extérieurs, relevant du for externe, c’est-à-dire du jugement public et juridique. En revanche, le droit canonique, orienté vers le salut des âmes, opère dans le domaine de la conscience individuelle, le for interne. En effet, bien que le droit canonique conserve une priorité spirituelle, il intervient aussi dans le for judiciaire, ce qui implique une articulation délicate entre ces deux sphères. L’Église insiste ainsi sur la protection du for interne, notamment au nom du respect de la liberté de conscience. Le Code de droit canonique affirme clairement, au canon 220, qu’« il n’est permis à personne (…) de violer le droit de quiconque à préserver son intimité ». Cette protection est particulièrement rigoureuse dans le cadre du sacrement de la réconciliation. Le pape François a rappelé avec force que les deux fors doivent rester distincts, et qu’aucune décision pastorale ou administrative ne saurait s’appuyer sur des éléments révélés dans le secret du for interne. Il s’agit là d’une exigence fondamentale de justice et de  discernement au sein même de la vie ecclésiale.  

#### Fondement philosophique
Du point de vue philosophique, la distinction entre for interne et for externe reflète la structure même de la liberté humaine. La philosophe Jeanne Larghero compare le for interne à un « jardin secret », ce lieu intérieur où s’élabore la conscience morale, où se décident nos choix en solitude devant soi-même. Ce for est inviolable, protégé par le respect dû à l'intimité de la personne et sa capacité autonome de discernement. Il constitue l'espace le plus personnel de la subjectivité, là où la vérité peut être cherchée librement, sans contrainte extérieure. En revanche, le for externe est le domaine de l’agir, celui où la personne est jugée selon ses actes, ses prises de parole et son comportement public. La prudence exige donc que l’autorité exercée sur une personne ne pénètre pas l’espace de sa conscience. De manière plus large, Hannah Arendt articule cette tension dans La Condition de l’homme moderne. D’une part, elle distingue le travail qui relève de la nécessité biologique et de l’autre, elle échappe à toute responsabilité morale. Il s’agit de l’œuvre qui touche à la fois au for interne (projet, sens) et au for externe (réalisation, trace publique), l’action, qui incarne pleinement la complémentarité des deux fors : elle prend sa source dans la liberté intérieure (for interne) et se déploie dans l’espace public (for externe), marquant ainsi le monde par la parole et les gestes. Arendt montre que penser sans agir revient à se retirer du monde, tandis qu’agir sans penser conduit au risque de la banalité du mal, comme dans le cas Eichmann. Pour elle, le for interne et le for externe sont donc indissociables, deux pôles constitutifs de l’éthique et de la condition humaine. 

### Approche contemporaine du concept
La distinction entre for interne et for externe renvoie à deux dimensions de la liberté de conscience. Comme évoqué ci-dessus, le for interne désigne la sphère intime où naissent les convictions : pensée, conscience, religion. Le for externe concerne, quant à lui, la manifestation publique ou privée de ces convictions. Cette distinction permet donc de mieux saisir la portée des libertés fondamentales, notamment celles de pensée, de conscience et de religion, telles que protégées par l’article 9 de la Convention européenne des droits de l’homme (CEDH) et l’article 18 du Pacte international relatif aux droits civils et politiques. C’est pourquoi cet adage est bien représenté en droit international, puisque seule la manifestation des convictions dans le for externe peut faire l’objet de restrictions, à condition qu’elles soient prévues par la loi, poursuivent un but légitime (sécurité publique, ordre, santé ou morale publics, protection des droits d’autrui) et soient nécessaires dans une société démocratique.

#### Son rôle dans les institutions politiques nationales et européennes
La Belgique applique rigoureusement le principe in foro interno, in foro externo, qu’elle a poussé à un degré particulièrement avancé. Ce principe signifie que lorsqu'une entité est compétente pour une matière sur le plan interne, elle l'est également sur le plan international, y compris pour la conclusion de traités. En vertu de ce mécanisme, les entités fédérées belges peuvent entretenir leurs propres relations internationales dans les domaines qui relèvent de leurs compétences internes. 
Ce parallélisme des compétences est explicitement consacré à l’article 167 de la Constitution belge. Il permet à chaque entité fédérée de négocier, signer et conclure des traités dans les matières pour lesquelles elles disposent d’un pouvoir législatif. En effet, les entités fédérées belges disposent d’un pouvoir de négociation et de conclusion de traités d’une ampleur inégalée. Cette architecture institutionnelle distingue la Belgique de la plupart des autres États fédéraux, où la compétence en matière de relations internationales reste majoritairement centralisée au niveau de l’État fédéral.
Ainsi, en Belgique, si une entité fédérée est compétente pour la culture, elle peut aussi conclure des conventions avec des États ou des institutions étrangères dans le même domaine. Cette logique s’applique également à des domaines plus techniques, tels que la fiscalité internationale. Par exemple, les conventions de double imposition conclues par la Belgique sont élaborées selon ce même principe, ce qui permet aux entités fédérées de participer à la négociation d’accords, dans les limites de leurs compétences.
Toutefois, un "noyau dur" de compétences internationales demeure réservé au gouvernement fédéral. Il s'agit notamment de la politique étrangère générale, de la défense, ainsi que de la conclusion de traités touchant des matières fédérales ou mixtes.
Au niveau de l’Union européenne, ce principe du parallélisme a été remis en cause, notamment par la jurisprudence de la Cour de justice de l’Union européenne (CJUE). Dans l’affaire Daiichi Sankyo, la CJUE a interprété les dispositions de l’Accord sur les ADPIC, alors même que l’UE n’était pas encore pleinement harmonisé au sein de l'Union. Cette situation a conduit à une dissociation des compétences internes (in foro interno) et externes (in foro externo) de l’UE : l’Union est compétente pour interpréter le droit international (les ADPIC), mais pas pour approuver ou harmoniser le droit interne relatif aux brevets (comme la Convention sur le brevet européen), ce qui relève des États membres. Cette dissymétrie institutionnelle s'explique en partie par la volonté de la Commission européenne pour renforcer la compétence externe de l’Union, tout en acceptant de céder la compétence interne aux États membres. Cette évolution crée un déséquilibre, voire une contradiction, entre les compétences internes et externes de l’Union. Elle remet en effet en question le modèle classique du parallélisme des compétences.